# Siroco (есмінець)
«Сироко» (англ. FR Siroco) — військовий корабель, ескадрений міноносець типу «Бурраск», що перебував у складі Військово-морського флоту Франції у передвоєнний час та за часи Другої світової війни.
«Сироко» був закладений 15 березня 1924 року на верфі компанії Ateliers et Chantiers de Saint-Nazaire Penhoët у Сен-Назері. 3 жовтня 1925 року він був спущений на воду, а 5 лютого 1928 року увійшов до складу ВМС Франції.

## Історія служби
На початку Другої світової війни «Сироко» брав участь у перших операціях французького флоту в ході битви за Францію у травні 1940 року. 11 травня 1940 року есмінець разом з британськими есмінцями «Валентайн», «Вінчестер» і однотипним «Циклоном» вийшли із Дюнкерка до Флашинга, супроводжуючи французьке транспортне судно Côte d'Argent (3047 GRT). Корабель був пошкоджений німецькою авіаційною бомбою, яка не вибухнула. Після невдалої атаки на кілька німецьких підводних човнів в районі Па-де-Кале, «Сироко» брав участь у битві за Дюнкерк. 29 травня на його борту вперше до Дувра було евакуйовано 600 французьких солдатів.
31 травня 1940 року корабель прийняв на борт від 750 до 930 військових, переважно з 92-го піхотного полку і 16-го артилерійського полку. Близько другої години ночі корабель уникнув першої атаки двома торпедами, випущеними з німецьких «шнелльботів» S-23 і S-26, після чого зазнав ще однієї атаки, в результаті якої був уражений у корму. Гребні гвинти були знищені. Згодом німецький пікіруючий бомбардувальник «Штука» атакував знерухомлений корабель, що спричинило вибух у відсіку з боєприпасами. Солдатів врятували два британських і один польський кораблі. В результаті катастрофи загинуло від 660 до 680 людей.